# اسپین، بارکشر
اسپین (به انگلیسی: Speen) یک روستا و محله مدنی در بریتانیا است که در بارکشر غربی واقع شده‌است. اسپین ۱۴٫۵۳ کیلومتر مربع مساحت و ۲٬۶۳۵ نفر جمعیت دارد.